# Boronia
Boronia és un gènere de plantes amb flor de la família Rutaceae.

## Característiques
Es troben als boscs i zones de matolls d'Austràlia. Tenen flor fragrants, especialment B. megastigma.
El gènere fou descrit per primera vegada per James Edward Smith l'any 1798.

## Taxonomia
- Boronia clavata
- Boronia falcifolia
- Boronia fraseri
- Boronia imlayensis
- Boronia ledifolia
- Boronia megastigma
- Boronia microphylla
- Boronia mollis
- Boronia molloyae
- Boronia muelleri
- Boronia ovata
- Boronia pinnata
- Boronia safrolifera
- Boronia serrulata